# Rodrigo Tovar Pupo
Rodrigo Tovar Pupo, Kampfname Jorge 40 und Jorge Cuarenta (* Valledupar) war Führer des Nordblocks der paramilitärischen Autodefensas Unidas de Colombia (AUC). Er demobilisierte seine 2.000 Mann starke Truppe nach 12 Jahren der bewaffneten Auseinandersetzungen am 10. März 2006 in La Mensa, Cesar.
Ein Tovar gehörendes Notebook enthielt Informationen über 550 Morde und führte 2006 zum Paragate; einem politischen Skandal, bei dem mehreren Kongressabgeordneten Korruption vorgeworfen wurde.
Der Nordblock dominierte die Departamentos Cesar, La Guajira, Magdalena, Atlántico sowie Teile von Santander und Norte de Santander. Mitglieder der zeitweilig 4.500 Personen umfassenden Gruppe waren Rinderzüchter, Farmer, Mitglieder der FENALCE (Federación Nacional de Cultivadores de Cereales, Getreidezüchter) und der FEDEARROZ (Federacion Nacional de Arroceros, Reiszüchter) als auch ein Behördenvertreter.
„Allein seinen Namen zu hören, erzeugte Angst in uns“, äußerte ein Mitglied der indigenen Kankuamos im Küstengebirge Sierra Nevada de Santa Marta, die ihm vorwerfen, über 100 Personen ihres Stammes 2004 getötet zu haben. Tovar wird zudem vorgeworfen, in vielen Städten der Küstendepartamentos die Aseguradoras del Régimen Subsidiado de Salud (ARS, Gesundheitsvorsorge-Versicherung) erpresst und ein Netz von Drogenhändlern im Küstengebirge und in La Guajira unterhalten zu haben. Die US-Regierung drängte deshalb auf Auslieferung.
Tovar wird beschuldigt, 2004 die Tötung von 60 Indigenen der Wayúu und Wiwa in La Guajira und Magdalena angeordnet zu haben und am Mord von 21 Personen in Aracataca beteiligt zu sein.
Die OAS beschuldigt seine Paramilitärs bei einem Massaker am 4./5. Dezember 2005 in Curumaní (Departamento Cesar) mit lokalen Regierungstruppen zusammengearbeitet und dabei acht Menschen getötet zu haben. Sie sollen Informanten der Guerilla-Armee ELN gewesen sein.
Im Mai 2011 wurde Rodrigo Tovar Pupo vom Obersten Gericht, wegen des Mordes an Alfredo Correa de Andréis, zu 26 Jahren Haft verurteilt. Im September wurde der damalige Chef des Inlandsgeheimdienstes Departamento Administrativo de Seguridad (DAS), Jorge Noguera Cotes, wegen desselben Mordes zu 25 Jahren Haft verurteilt.